# Chocolate da Bahia
Raimundo Nonato da Cruz, mais conhecido como Chocolate da Bahia (Salvador, 30 de agosto de 1943), é um cantor, compositor, instrumentista e comerciante brasileiro, que fez sucesso na Bahia na década de 1970.

## Biografia
| “ | Olha, o meu nome é Chocolate da Bahia / Sou do Mercado Modelo, da cachaça e poesia | ” |
|   | — Chocolate da Bahia e Djalma Correa, "Não deixo, não".                            |   |

Seus pais foram Odete Guimarães da Cruz e João Cupertino da Cruz, que era sapateiro e comunista.
Chocolate era comerciante de artigos religiosos no Mercado Modelo onde, nas rodas de samba, aprendeu a tocar vários instrumentos como maraca, berimbau, agogô ou tamborim, e ganhou o apelido pelo qual ficou conhecido em razão da "cor da pele e da simpatia".
Durante a ditadura militar Chocolate compôs um samba em 1967 (e gravada apena em 1975) onde, para burlar a censura, usou da "malandragem" para enganar os censores, ao falar do exílio de Caetano Veloso e da morte do ditador Castelo Branco, intitulado "A Cobra Mordeu Caetano", como explicou: "A cobra era uma referência  a Castello Branco, mas eles não perceberam. A música começa assim: 'A cobra mordeu Caetano / Veja o que aconteceu /  Caetano está cantando / E essa cobra já morreu'"; sobre o período o cantor se recorda: "O Mercado Modelo era um quartel general de desabafo. A gente ficava a noite inteira sambando".
Em 1968, durante a visita da Rainha da Inglaterra à capital baiana, esta decidiu fazer uma visita ao Mercado Modelo e, ali, Chocolate se apresentou a ela, tocando berimbau; pouco tempo depois o cantor Eduardo Araújo gravou uma de suas composições.
Em 2014, então com 71 anos de idade, teve sua saúde agravada com lesão nos brônquios, vindo a ser internado e colocado em coma.
Com a pirataria, dedicou-se a compor jingles, especialmente para políticos como os então candidatos Jaques Wagner e Rui Costa ou seus concorrentes, como Marco Prisco - contando com a ajuda dos filhos nesse trabalho.

## Discografia
Chocolate tem canções gravadas por diversos artistas como Martinho da Vila (“Não rolou, mas vai rolar”), indo por vários estilos como o axé “Haja Amor”, gravada por Luiz Caldas ou “Menina do Cateretê”, sucesso com Chiclete com Banana, Nelson Rufino e Jair Rodrigues.
- 1977 - Barraca do Chocolate, LP da SomLivre, com textos de Jorge Amado e Dorival Caymmi na capa (obra relançada 40 anos depois, em CD, pela Discobertas).[5]